# Мала река (приток на Радика)
Вижте пояснителната страница за други значения на Мала река.
Мала река или Тресонската река (на македонска литературна норма: Мала Река, Тресонечка река) е река в Северна Македония, дълга е 21,3 km и е най-големият приток на река Радика.

## Описание
Извира от югозападните склонове на планината Бистра на височина 1728 m. Влива се в реката Радика на 607 m н.в. Водосборната площ на реката е 22,7 km2. Средногодишният отток е 6,71 m3/s. Пълноводието е през май (17,1 m3/s), а маловодието е през септември (1,68 m3/s).

## Водосборен басейн
→ ляв приток, ← десен приток
- ← Ядовска река (Бистрица)

- → Курков дол
- ← Яров дол

- ← Росочка река
- ← Новачко речище
- → Гарска река

- → Конюшник
- → Шаркина река
- ← Валавица

- → Свинско рочище

- ← Портица
- → Звончица

- → Осойска река
- → Белешница